# Марселл
Марселл (англ. Marcell) — тауншип в округе Айтаска, Миннесота, США. На 2010 год его население составило 467 человек. Тауншип был назван в честь Эндрю Марселла, первого проводника поездов железной дороги Миннеаполиса и Реини-Ривер.

## География
По данным Бюро переписи населения США площадь тауншипа составляет 148,1 км², из которых 124,1 км² занимает суша, а 24,0 км² — вода (16,21 %).

## Население
В 2010 году на территории тауншипа проживало 467 человек (из них 49,0 % мужчин и 51,0 % женщин), насчитывалось 218 домашних хозяйств и 156 семей. На территории города было расположено 218 построек со средней плотностью 1,8 построек на один квадратный километр суши. Расовый состав населения: белые — 96,1 %, коренных американцы — 0,2 %, две или более других рас — 3,0 %.
Население города по возрастному диапазону по данным переписи 2010 года распределилось следующим образом: 16,9 % — жители младше 21 года, 52,1 % — от 21 до 65 лет и 31,0 % — в возрасте 65 лет и старше. Средний возраст населения — 56,3 года. На каждые 100 женщин в Марселле приходилось 96,2 мужчин, при этом на 100 совершеннолетних женщин приходилось 104,6 мужчин сопоставимого возраста.
Из 218 домашних хозяйств 71,6 % представляли собой семьи: 64,2 % совместно проживающих супружеских пар (11,9 % с детьми младше 18 лет); 3,7 % — женщины, проживающие без мужей, 3,7 % — мужчины, проживающие без жён. 28,4 % не имели семьи. В среднем домашнее хозяйство ведут 2,14 человека, а средний размер семьи — 2,51 человека. В одиночестве проживали 24,3 % населения, 11,0 % составляли одинокие пожилые люди (старше 65 лет).
В 2014 году из 355 человек старше 16 лет имели работу 126. Медианный доход на семью оценивался в 47 938 $, на домашнее хозяйство — в 47 875 $. Доход на душу населения — 22 520 $ в год.